# Маймай (район)
Район Майма́й (дари  مایمَی, Māimāi, дари شهرستان مایمَی Шахрестан Маймай), ранее назывался Дарваз-э Пайин и Дарва́з (درواز) — административный район в составе провинции Бадахшан в Афганистане. Основан в 2005 году при разделении региона Дарваз, располагавшегося на таджикско-афганской границе. Население на 2012—2013 годы — около 25 700 человек. Административный центр — посёлок Джамардж-э Бала (дари جمره بلا).
Маймай граничит с районами Куф-Аб, Рагистан (дари ولسوالی راغستان), Шигнан и Нусаи, а также с некоторыми районами Горно-Бадахшанской автономной области Таджикистана, включая Ванчский, Рушонский и Шугнанский районы. Исторически район был частью Дарвазского княжества (1526—1878), полунезависимого государства, которым управлял мир (глава племени).

## География
Район Маймай располагается на северо-востоке провинции Бадахшан.

## История

### XXI век
С мая—июля 2021 года район подконтролен «Талибану».

## Персоналии
Абдул Латиф Педрам (дари ﻋﺒﺪﺍﻟﻠﻄﻴﻒ ﭘﺪﺭﺍﻡ, род. 1963, этнический таджик) — писатель, поэт, журналист, профессор персидской литературы, политический деятель.